# Schatiwank
Koordinaten: 39° 50′ 31″ N, 45° 19′ 31″ O

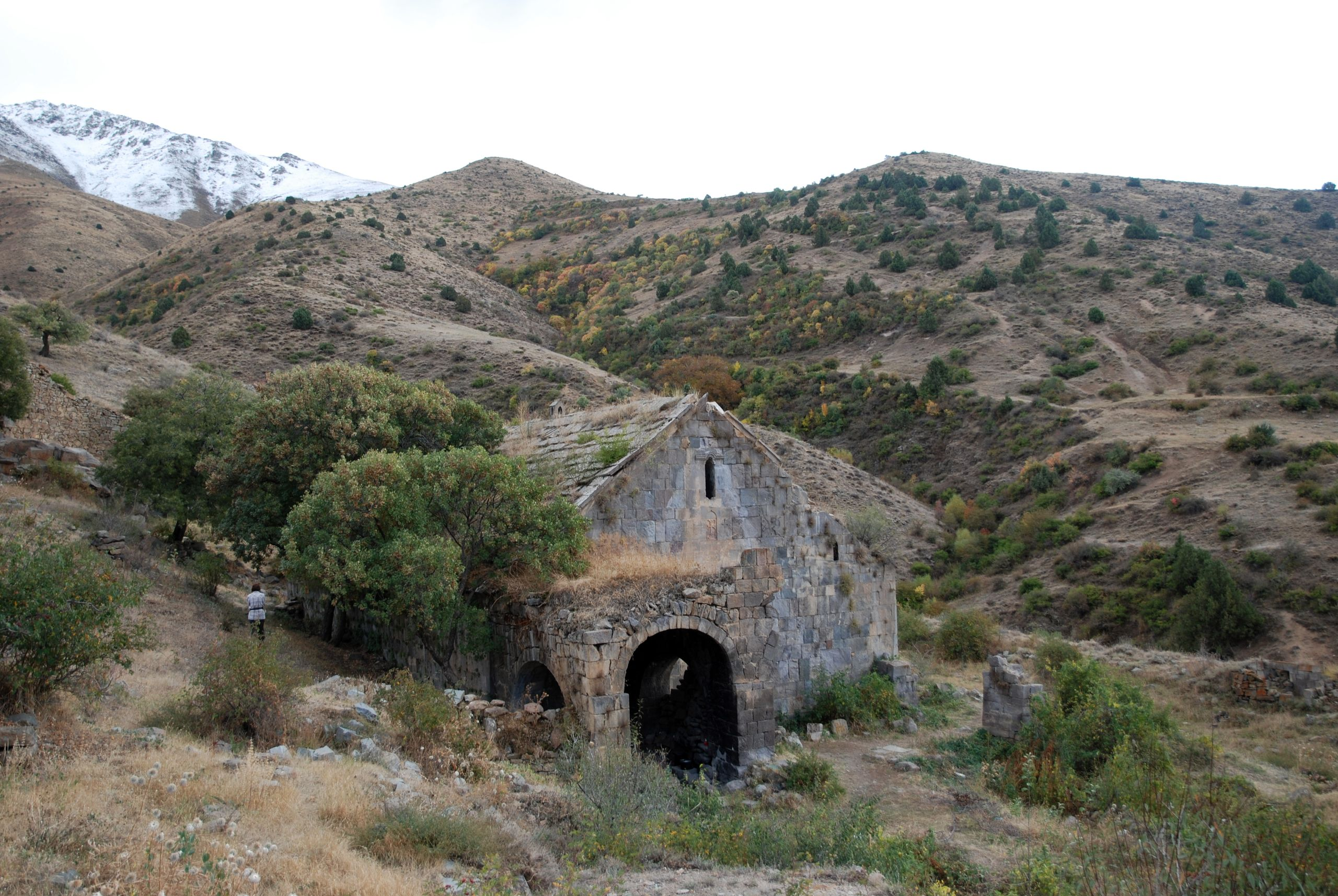
Zionskirche von Nordwesten

Schatiwank (armenisch Շատին վանք), andere Umschriften Shativank, Shatinvank, Schatin Vank, Šatinvank’, Šatin vank’, ist ein ehemaliges Kloster der Armenisch-Apostolischen Kirche in der südarmenischen Provinz Wajoz Dsor. In einsamer Lage an einem Berghang blieben die Ruine einer dreischiffigen Basilika aus der Mitte des 17. Jahrhunderts und Teile der Festungsmauer erhalten.

## Lage
Von der Schnellstraße M2 zweigt zwischen Areni und Jeghegnadsor beim Dorf Getap die M10 nach Norden ab, die in der Ebene am Fluss Jeghegis entlang nach zehn Kilometern am Dorf Schatin vorbei führt und jenseits des 2400 Meter hohen Selim-Passes den Sewansee erreicht. Eine Nebenstraße von Schatin in östlicher Richtung folgt dem Jeghegis drei Kilometer bis zum Dorf Artabuynk. Von dort ist zu Fuß die hoch in den Bergen gelegene Klosterruine Tsakhats Kar zu erreichen. Nach Shativank führt in der Ortsmitte von Schatin ein schmaler Fahrweg über den Fluss, wendet sich am Hang zunächst nach Süden bis zu einem Friedhof, erklimmt dann in Serpentinen den Hügel und führt in sieben Kilometern bis zu seinem Endpunkt an dem vom Dorf in nordöstlicher Richtung gelegenen Kloster. Ein Fußpfad, der am nördlichen Ortsende beginnt und zunächst an einem Bach entlang durch ein Tal verläuft, halbiert etwa die Strecke.
Die Klosterruine liegt auf 1612 Metern Höhe an einem flachen Hang nahe dem Gipfel einer Hügelkette und oberhalb eines kleinen Taleinschnitts mit einem Wasserlauf unter Bäumen. Aus dem mit Gras und vereinzelten Büschen bewachsenen zerklüfteten Gelände ragen teils mächtige Basaltfelsen in unterschiedlichen Erscheinungsformen hervor. 

## Geschichte

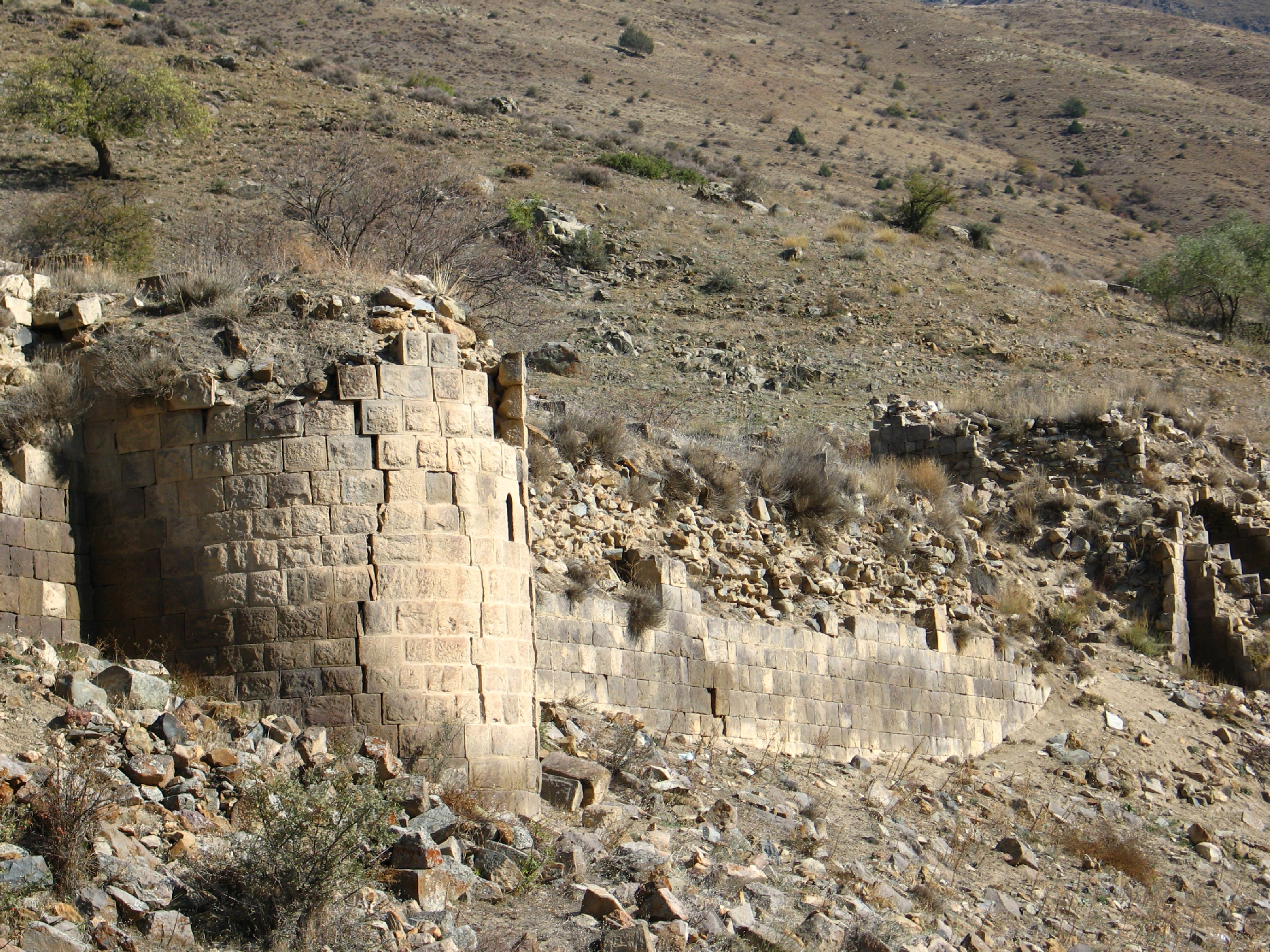
Bastion an der südlichen Festungsmauer

Möglicherweise war der Ort bereits in vorchristlicher Zeit besiedelt. Das Kloster soll im Jahr 929 von Prinz Smbat und seiner Frau Sophia gegründet worden sein. Der zur Siunik-Dynastie gehörende Smbat wird als ein möglicher Namensgeber für die ebenfalls aus dem 10. Jahrhundert stammende Festung Smbataberd genannt, die auf einer Hügelspitze zwischen Artabuyuk und Jeghegis im Tal des gleichnamigen Flusses thront. Der Name Shativank geht auf einen seiner Gründer zurück, den Mönch Shatik Menakiats des Klosters Verin Noravank (dessen Lage nicht eindeutig lokalisiert ist). Im 14. Jahrhundert wurde Shativank zerstört.
Ein reicher Händler aus Dschugha ermöglichte in der Mitte des 17. Jahrhunderts die Neugründung des Klosters. Dies geschah zu einer für Armenien ruhigen Zeit nach mehreren Kriegen zwischen dem Osmanischen Reich und den persischen Safawiden um die Vorherrschaft über den Südkaukasus. In den vergangenen beiden Jahrhunderten litt die Bevölkerung unter Hungersnöten, Plünderungen und Ausbeutung. Die Notlage gipfelte 1604 in der Deportation großer Teile der armenischen Bevölkerung nach Isfahan durch den persischen Schah Abbas I. Armenische Einwanderer siedelten sich danach erneut in der Umgebung an, und durch die Wiedereröffnung alter Handelsrouten begann ein wirtschaftlicher Aufschwung. In Shativank wurden innerhalb einer Festungsmauer die Kirche mit Glockenturm und Nebengebäude errichtet. Zu den im 17. und 18. Jahrhundert wiederaufgebauten oder restaurierten Klöstern gehörten ferner die Anlagen von Tatew, Chor Virap, Haritschawank, Vorotnavank und Mughni. Durch persische Überfälle Ende des 18. Jahrhunderts und nachfolgende Erdbeben verfielen die Gebäude.

## Architektur

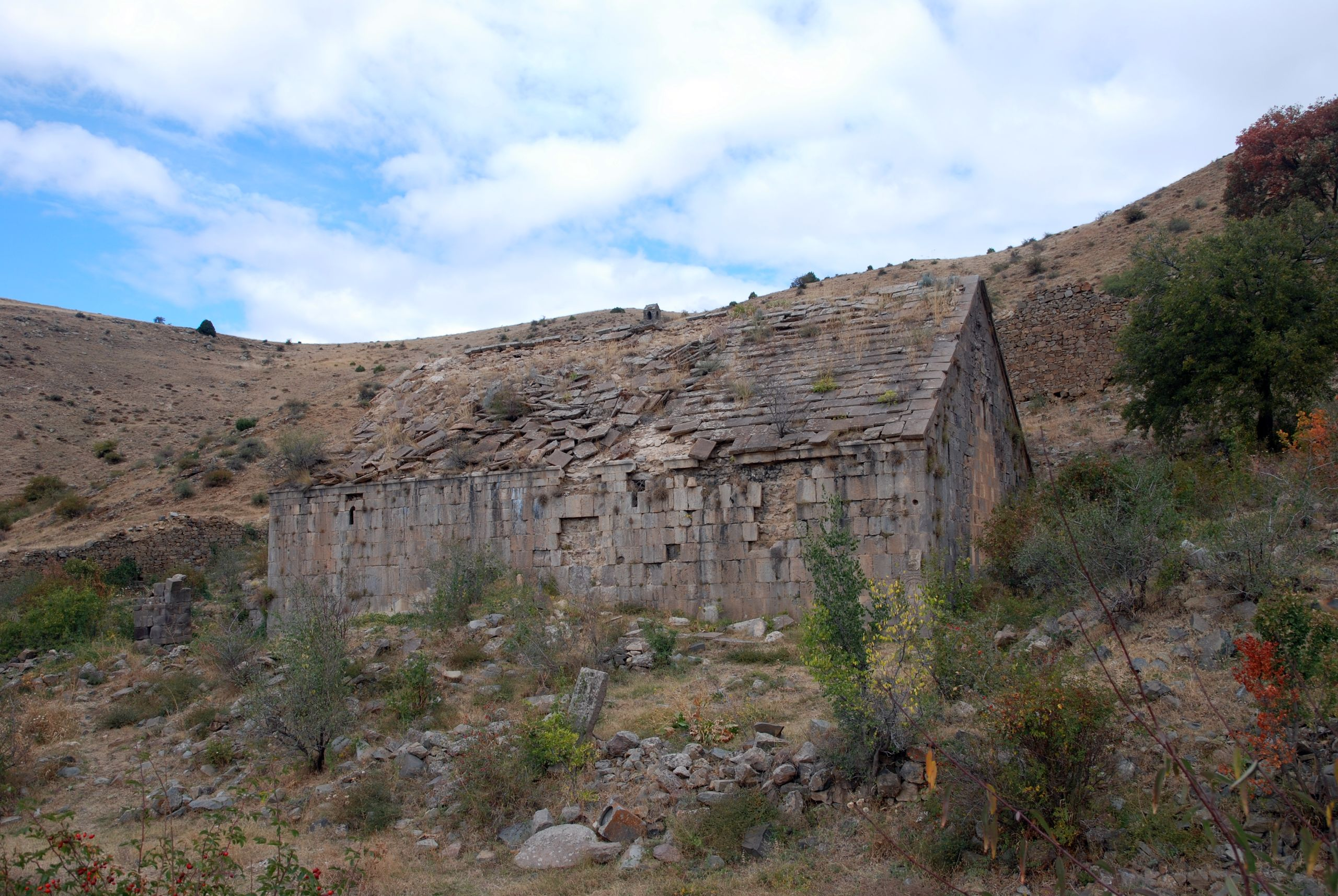
Südseite der Kirche

Das Hauptgebäude ist die um 1655 fertiggestellte dreischiffige Basilika Surb Sion („Heiliger Zion“). Die Neubelebung des armenischen Kirchenbaus im 17. Jahrhundert nach einer Phase weitgehend unterbrochener künstlerischer Bautätigkeit führte besonders im Süden des Landes zu einem Wiederaufgreifen des frühchristlichen Stils der Pfeilerbasiliken. Bei Kuppelbauten wurden für die gewölbten Dachflächen und die Tamboure Ziegel verwendet, um das Gewicht der oberen Bauteile wegen der Erdbebengefahr zu reduzieren. Wo – wie im Fall von Shativank – ausschließlich schwere Basaltquader zur Verfügung standen, errichtete man Basiliken ohne Kuppel, deren drei Schiffe unter einem gemeinsamen Satteldach untergebracht wurden. Die Surb Sion von Shativank gehört zu den langgezogenen Basiliken des 17. Jahrhunderts, deren Kirchenschiff durch zwei massive Pfeilerpaare aufgeteilt wird. Einen entsprechenden, archaisch wirkenden Grundriss besitzen oder besaßen die Muttergotteskirche von Bist und die Kirche von Nirgud (Norakert), beide in Ordubad (Nachitschewan), die Klöster Mec Anapat (1662 neu gegründet) und Haranc Anapat (1613 gegründet und 1658 durch ein Erdbeben zerstört) in der Provinz Sjunik sowie die erhaltene Hripsime-Kirche in Alt-Chndsoresk (1665 erbaut) und die Kirche im Dorf Tandzaver (1705 erbaut) ebendort.

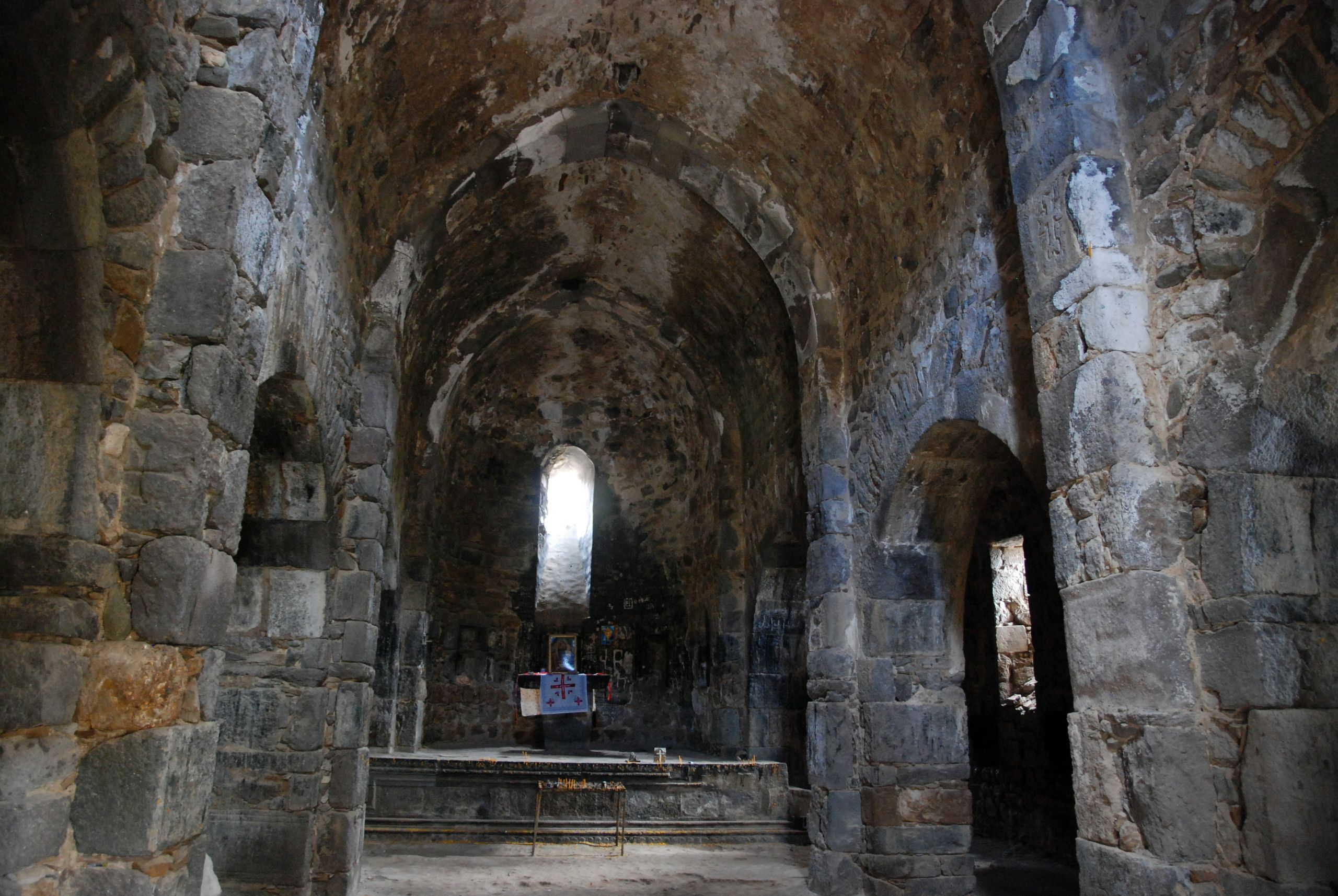
Kirchenschiff und Altarapsis

Der Kirchenraum ist in ein breites Mittelschiff mit einem spitzbogigen Tonnengewölbe und schmale niedrige Seitenschiffe unterteilt. Die Pfeiler sind in Längsrichtung durch halbhohe Rundbögen miteinander verbunden. Das mittlere Tonnengewölbe gliedern Gurtbögen zwischen den beiden Pfeilerpaaren und ein weiterer Gurtbogen am Übergang zur halbrunden Apsis. Neben der Apsis befinden sich rechteckige Kammern, die nur durch einen kleinen Fensterschlitz in der Ostwand von oben etwas Licht erhalten. Sie werden durch Türen von den Seitenschiffen betreten. Die Wände sind heute bis auf einen Rest an der Altarrückwand unverputzt und ohne Ornamentierung, lediglich die Stirnseite des Bema (Podest des Altarraums) wird von einem doppelten Wulstfries umrahmt. Reste der einstigen Wandmalereien zeigen geometrische und florale Motive mit Weinranken. Analog zur Ostwand besitzt die Fassade im Westen ein größeres Fenster am Giebel und zwei kleinere Fenster seitlich. Zwei Fensterschlitze sind in die obere Mitte der Südwand eingelassen. Hinzu kommt ein kleines kaminartiges Türmchen in der Mitte am Dachfirst. Die beiden Eingänge befinden sich in der West- und Südwand. Mit der Nordseite ist das Gebäude an den Hang gebaut. Dort ragt die Traufe nur wenig über das heutige Geländeniveau hinaus.
Das dem Zerfall überlassene Hauptgebäude blieb bislang abgesehen von einigen Mauerausbrüchen in seiner Grundstruktur erhalten. Über die Hälfte der Steinplattendeckung des Daches sind bereits abgerutscht. Anstelle des mittelalterlichen quadratischen Gawits war wie auch bei den oben aufgezählten Basiliken vor dem Westgiebel eine für frühere armenische Kirchen seltene Galerie mit drei Rundbogenarkaden angebaut. Das nördliche Drittel dieses profanen Zwecken dienenden Anbaus steht noch in situ.  
Zu den als Trümmerhaufen vorhandenen Nebengebäuden gehörten Wohnquartiere, ein Speise- und ein Versammlungsraum der Mönche. Die Unterkünfte und Wirtschaftsgebäude umgaben wie für diese Zeit üblich den Klosterhof an mehreren Seiten und stellten mit ihren fensterlosen Wänden einen Teil der Wehranlage dar. Im Nordwesten befinden sich im oberen Bereich des Geländes die Mauerreste eines Getreidespeichers. Über das Klosterareal verstreut stehen einige Chatschkare. Diejenigen aus dem 17. Jahrhundert tragen Reliefs mit floralen Mustern und Tierfiguren, wie sie auch an zeitgenössischen muslimischen Grabsteinen vorkommen. Eine gut zwei Meter hoch erhaltene Festungsmauer schließt im Norden das Gelände ab. Im Süden war die Mauer zweigeschossig und durch drei Rundtürme verstärkt, teilweise blieb hier der Gewölbegang des Erdgeschosses intakt. Außerhalb im Südosten ist ein Rest einer massiv gemauerten Wasserleitung mit einer Tonröhre zu sehen, in der – vor Angreifern geschützt – Trinkwasser über eine Entfernung von drei Kilometern hergeleitet wurde. 
Laut einer Inschrift an der um 1666 erbauten nahe gelegenen Tsatur-Brücke über den Jeghegis lebten 90 Mönche im Kloster, eine für die Zeit sehr große Zahl.